# Lebe
Lebe, è un personaggio di cui si racconta nella mitologia delle popolazioni dogon del Mali.

## Nel mito
Fu lui, secondo il mito, il prescelto dal dio creatore Amma, che venne sacrificato per dare la vita agli altri esseri umani. Seguendo le indicazioni del dio prima si finse morto e venne sepolto divorato da un serpente esso vomitò delle pietre. Esse formarono un disegno: il corpo umano. 

## Simbolismo
Le pietre simulavano i rapporti sociali, fra cui il contratto del matrimonio.